# Sadłowo (Biskupiec)
Sadłowo (deutsch Sadlowo, 1930 bis 1945 Bischofsburg, Forst) ist ein Ort in der polnischen Woiwodschaft Ermland-Masuren. Er gehört zur Gmina Biskupiec (Stadt-und-Land-Gemeinde Bischofsburg) im Powiat Olsztyński (Kreis Allenstein).

## Geographische Lage
Sadłowo liegt in der Mitte der Woiwodschaft Ermland-Masuren, 22 Kilometer südwestlich der früheren Kreisstadt Rößel (polnisch Reszel) bzw. 35 Kilometer nordöstlich der heutigen Kreis- und Woiwodschaftshauptstadt Olsztyn (deutsch Allenstein).

## Geschichte
Das frühere Sadlewo war Sitz einer Oberförsterei und eines Forstamtes innerhalb des Staatsforstes Bischofsburg. Im Jahre 1785 war Sadlowo ein königliches Waldhaus mit einer Feuerstelle und gehörte zum Domänen-Amt Rößel und zum landrätlichen Kreis Heilsberg, 1820 war es ein königliches Forstamt mit zwei Feuerstellen bei 17 Einwohnern innerhalb des königlichen Amtes Rößel.
Sadlowo wurde am 9. Juli 1874 Amtsdorf und damit namensgebend für einen Amtsbezirk im ostpreußischen Kreis Rößel. Er bestand nur aus dem einen Gutsbezirk Sadlowo, Oberförsterei, der aus zahlreichen Förstereien, Forstdienstgehöften, Kolonie oder Seen bestand. Am 15. November 1928 wurden diese alle ausgegliedert, und der Amtsbezirk Sadlowo wurde aufgelöst.
Der Gutsbezirk Oberförsterei Sadlowo zählte im Jahre 1910 insgesamt 119 Einwohner. Am 24. Mai 1930 kam die Oberförsterei Sadlowo zur Stadt Bischofsburg (polnisch Biskupiec) und wurde offiziell in „Bischofsburg, Oberförsterei“ umbenannt.
Mit dem gesamten sdülichen Ostpreußen kam die Stadt Bischofsburg 1945 in Kriegsfolge zu Polen. Die Stadt erhielt die polnische Namensform „Biskupiec“. Der Wohnplatz der Oberförsterei bekam die Bezeichnung „Sadłowo“ und ist heute als „Osada leśna“ (= „Waldsiedlung“) ein Teil der Stadt-und-Land-Gemeinde Biskupiec (Bischofsburg), jetzt im Powiat Olsztyński (Kreis Allenstein) gelegen.

## Kirche
Sadlowo bzw. die Oberförsterei Bischofsburg war bis 1945 in das evangelische sowie in das römisch-katholische Kirchspiel eingepfarrt. Der Bezug zu beiden Kirchen der Stadt Biskupiec ist bis heute geblieben.

## Verkehr
Sadłowo liegt östlich der Woiwodschaftsstraße 596 (Biskupiec–Mnichowo (–Reszel)) und ist über den Abzweig Zameczek (Neu Chatell) direkt erreichbar. Von der westlich verlaufenden Woiwodschaftsstraße 590 (Barciany–Korsze–Reszel–Biskupiec – es ist die einstige Reichsstraße 141) besteht von Bredynki (Bredinken) aus eine Verbindung nach Sadłowo. Ein Bahnanbindung existiert nicht.